# Vuelta a los Países Bajos
La Vuelta a los Países Bajos fue una prueba ciclista profesional por etapas que se disputaba anualmente en los Países Bajos, desde 1948.
Se disputaba sobre seis etapas, una de ellas contrarreloj. El final tradicional de la prueba era la ciudad de Landgraaf.
Con la llegada del UCI ProTour, en 2004, esta prueba fue sustituida por el Tour del Benelux.
El corredor que más veces ha ganado la carrera es el neerlandés Gerrie Knetemann, con cuatro victorias.

## Palmarés

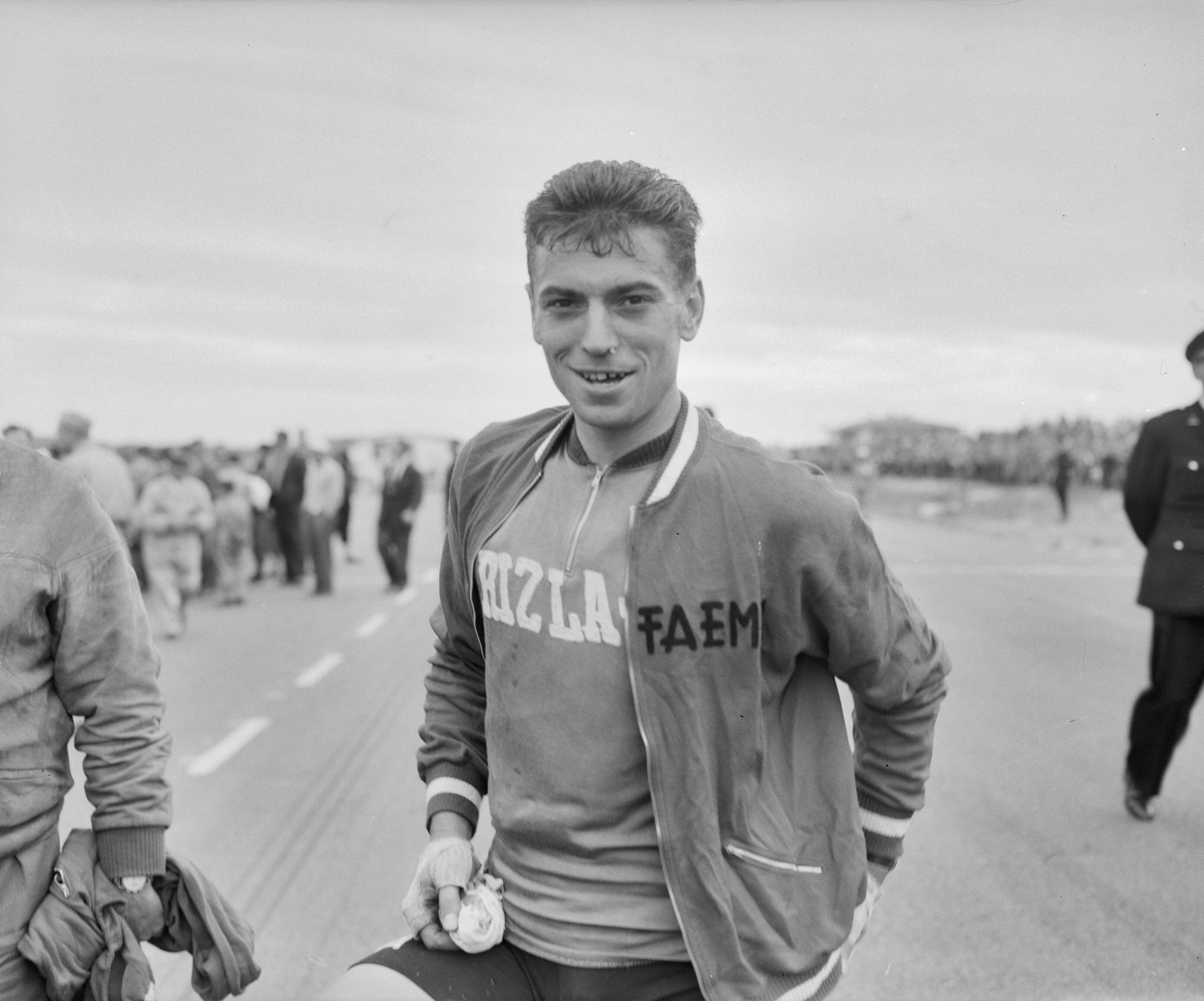
El Rik Van Looy belga en el Circuito de Zandvoort después de ganar la etapa 3 del Tour de los Países Bajos de 1956

| Año                            | Ganador              | Segundo                  | Tercero               |
| ------------------------------ | -------------------- | ------------------------ | --------------------- |
| 1948                           | Emiel Rogiers        | Jean Goldschmit          | Arie Vooren           |
| 1950                           | Henk Lakeman         | Jules Depoorter          | Norbert Callens       |
| 1951                           | Jean Bogaerts        | Joseph Van Staeyen       | Jozef De Feyter       |
| 1952                           | Wim Van Est          | Wout Wagtmans            | Gerrit Voorting       |
| 1954                           | Wim Van Est          | Gerrit Schulte           | Gerrit Voorting       |
| 1953 edición no realizada      |                      |                          |                       |
| 1955                           | Piet Haan            | Wim Van Est              | Hein van Breenen      |
| 1956                           | Rik Van Looy         | Guido Carlesi            | Wim Van Est           |
| 1957                           | Rik Van Looy         | Wim Van Est              | Piet van den Brekel   |
| 1958                           | Piet van Est         | Peter Post               | Léo van den Brand     |
| 1959                           | Gerrit Schulte       | Désiré Keteleer          | Bouk Schellingerhoudt |
| 1959 edición no realizada      |                      |                          |                       |
| 1960                           | Peter Post           | Roger Baens              | Coen Niesten          |
| 1961                           | Dick Enthoven        | Huub Zilverberg          | Joop Captein          |
| 1962 edición no realizada      |                      |                          |                       |
| 1963                           | Lex van Kreuningen   | Lambert van de Ven       | Theo Nys              |
| 1964 edición no realizada      |                      |                          |                       |
| 1965                           | Jan Janssen          | Bas Maliepaard           | Jos Huysmans          |
| 1966-1974 edición no realizada |                      |                          |                       |
| 1975                           | Joop Zoetemelk       | Frans Verbeeck           | Gérard Vianen         |
| 1976                           | Gerrie Knetemann     | Ludo Peeters             | Joseph Jacobs         |
| 1977                           | Bert Pronk           | Sean Kelly               | Rudy Pevenage         |
| 1978                           | Johan van der Velde  | Etienne Van der Helst    | Rudy Pevenage         |
| 1979                           | Jan Raas             | Gerrie Knetemann         | Daniel Willems        |
| 1980                           | Gerrie Knetemann     | Ludo Delcroix            | Géry Verlinden        |
| 1981                           | Gerrie Knetemann     | Hennie Kuiper            | René Martens          |
| 1982                           | Bert Oosterbosch     | Jan Raas                 | Gerrie Knetemann      |
| 1983                           | Adri van Houwelingen | Johnny Broers            | Herman Frison         |
| 1984                           | Johan Lammerts       | Jos Lammertink           | Gert-Jan Theunisse    |
| 1985                           | Eric Vanderaerden    | Theo de Rooij            | Adri van Houwelingen  |
| 1986                           | Gerrie Knetemann     | Gerrit Solleveld         | Peter Pieters         |
| 1987                           | Teun van Vliet       | Marc Sergeant            | Adrie van der Poel    |
| 1988                           | Thierry Marie        | Erik Breukink            | Peter Stevenhaagen    |
| 1989                           | Laurent Fignon       | Thierry Marie            | Eddy Schurer          |
| 1990                           | Jelle Nijdam         | Erik Breukink            | Thierry Marie         |
| 1991                           | Frans Maassen        | Olaf Ludwig              | Eddy Schurer          |
| 1992                           | Jelle Nijdam         | Thierry Marie            | Laurent Bezault       |
| 1993                           | Erik Breukink        | Jelle Nijdam             | Olaf Ludwig           |
| 1994                           | Jesper Skibby        | Dzhamolidin Abduzhaparov | Dario Bottaro         |
| 1995                           | Jelle Nijdam         | Viacheslav Yekímov       | Flavio Vanzella       |
| 1996                           | Rolf Sørensen        | Lance Armstrong          | Viacheslav Yekímov    |
| 1997                           | Erik Dekker          | Peter Meinert-Nielsen    | Jan Ullrich           |
| 1998                           | Rolf Sørensen        | Viacheslav Yekímov       | Peter van Petegem     |
| 1999                           | Serhi Honchar        | Erik Dekker              | Dylan Casey           |
| 2000                           | Erik Dekker          | Robert Hunter            | Servais Knaven        |
| 2001                           | Léon van Bon         | Erik Dekker              | Serhi Honchar         |
| 2002                           | Kim Kirchen          | Erik Dekker              | Víctor Hugo Peña      |
| 2003                           | Viacheslav Yekímov   | Bradley McGee            | Serhi Honchar         |
| 2004                           | Erik Dekker          | Viacheslav Yekímov       | Marc Wauters          |

## Palmarés por países
| País         | Victorias |
| ------------ | --------- |
| Países Bajos | 31        |
| Bélgica      | 5         |
| Dinamarca    | 3         |
| Francia      | 2         |
| Ucrania      | 1         |
| Luxemburgo   | 1         |
| Rusia        | 1         |